# Корла
Корла е град в Северозападен Китай. Намира се на 200 км югозападно от град Урумчи. Корла е с население от 549 324 жители (по данни от 2010 г.). През Корла е минавал Пътят на коприната. Градът е известен в региона с производството си на сладки круши.